# Teucholabis delandi
Teucholabis delandi là một loài ruồi trong họ Limoniidae. Chúng phân bố ở miền Australasia.